# Istituto delle politiche pubbliche
Istituto delle politiche pubbliche (in inglese Public Policy Institute) è un think-tank regionale. Opera nei paesi dei Balcani occidentali tramite i suoi uffici a Belgrado, Podgorica e Lubiana.

## Storia
L'Istituto delle politiche pubbliche è stato fondato il primo febbraio 2013 a Podgorica. L'ufficio di Belgrado entra in funzione il 6 dicembre 2013, mentre l'ufficio di Lubiana apre i battenti il 30 giugno 2014. I soci fondatori dell'istituto sono i professori dell'Università di Belgrado: Mijat Damjanovic, Nikola Samardzic e Stevan Lilic, il giornalista sloveno Vanja Vardjan e Vladimir Popovic, l'ex dirigente dell'ufficio stampa e del portavoce del governo della Repubblica di Serbia ed attuale presidente dell'istituto. 
L'IPP nasce vista l'esigenza di un sostegno professionale alla creazione delle istituzioni post-jugoslave, ma anche tenendo conto della necessità dello sviluppo di un dialogo politico aperto col pubblico e della cooperazione culturale basata sull'individualismo democratico.

## Attività
L'Istituto delle politiche pubbliche è stato fondato per far operare attivamente gli esperti provenienti da tutte le parti dei Balcani occidentali, aventi un'esperienza decennale nell'ambito di professionalizzazione dei media,  studio dei programmi politici,  sfide europee e translatlantiche, sicurezza, diritti umani e quelli delle minoranze, amministrazione pubblica, diplomazia, settore civile, scienza e cultura. L'obiettivo dell'Istituto è la definizione di una nuova politica nazionale, regionale ed internazionale del territorio ex jugoslavo attraverso una sinergia di conoscenze e posizioni degli esperti e attivisti. Promuovendo il dialogo pubblico e le soluzioni costruttive, l'Istituto delle Politiche Pubbliche contribuisce agli sforzi dei paesi dei Balcani occidentali a diventare partner alla pari ed affidabili sia nel processo di integrazione europea sia nei loro rapporti interpersonali. Una delle priorità del team dell'istituto è l'impegno più mirato alle competenze civili nei processi di riforme importanti per i paesi balcanici, come ad esempio l'adesione all'Unione Europea e alla NATO.

## Progetti
In seguito alla ricerca e all'analisi del contesto sociale e mediatico nei Balcani, l'Istituto ha sviluppato e implementato una serie di progetti, tra cui:
- i diritti delle donne e pari opportunità in Montenegro
- NATO Reach Out
- rafforzamento delle capacità amministrative per l'attuazione della politica ambientale in Montenegro
- il modello NATO Youth Summit
- risposta dei cittadini al clientelismo nei media – il Circolo dei Media
- il ruolo dei media nel processo della cartolarizzazione nei Balcani occidentali
- il ruolo dei media nel monitoraggio R1325 in Montenegro
- il miglioramento della tutela delle proprietà intellettuali
- riproduzione del Consiglio del Nord Atlantico per i giovani
- l'attuazione della risoluzione 1325 del Consiglio di sicurezza delle Nazioni Unite: “Donne, Pace e Sicurezza”

## Board of Trustees
Board of Trustees dell'Istituto delle Politiche Pubbliche è il più alto organo amministrativo internazionale che riunisce intellettuali di fama internazionale, funzionari politici, esperti e studiosi, tra cui:
- Philippe Douste-Blazy, Sottosegretario Generale delle Nazioni Unite incaricato dei Finanziamenti Innovativi per lo Sviluppo
- Mario Henrique de Almeida Santos David, Vicepresidente del Partito Popolare Europeo
- Jan-Erik Lane, sociologo, docente di economia e politica
- Carlos Flores Juberías,  docente presso l'Università di Valencia
- Michelle Facos, docente presso l'Università dell'Indiana
- Egidio Ivetic, docente presso l'Università di Padova
- Guy Peters, docente presso l'Università di Pittsburgh e Zeppelin Università in Germania
- Walter Schwimmer, ex segretario generale del Consiglio d'Europa